# Cervera del Río Alhama
Cervera del Río Alhama tỉnh và cộng đồng tự trị La Rioja, phía bắc Tây Ban Nha. Đô thị này có diện tích là 152,58 ki-lô-mét vuông, dân số năm 2009 là 2826 người với mật độ 18,52 người/km². Đô thị này có cự ly 87 km so với Logroño.